# L'acustica perfetta
L'acustica perfetta è il terzo romanzo di Daria Bignardi, pubblicato nel 2012. Esordì al settimo posto nelle classifiche di vendita della narrativa italiana e vi rimase per svariate settimane. Il libro venne tradotto in nove lingue, fra cui lo sloveno e l'albanese.

## Trama
Arno e Sara si conoscono da adolescenti durante un'estate di villeggiatura in Versilia. I due si attraggono e hanno una relazione lampo, che si conclude quando lei lo abbandona dicendogli che le piacciono gli amori infelici.
Sedici anni dopo i due si incontrano casualmente in aeroporto a Milano e scoppia nuovamente la passione: si sposano subito dopo e dal matrimonio nascono tre figli. Arno si reputa soddisfatto della sua vita: ha una bella famiglia e lavora come violoncellista alla Scala. Tuttavia una mattina Sara abbandona la casa inspiegabilmente, lasciando solo un biglietto al marito in cui gli spiega che ha sentito l'urgenza di andarsene per qualche tempo.
Da questo momento Arno comincia a porsi mille domande sul motivo della partenza di Sara e si vede costretto ad indagare sull'identità di sua moglie, scoprendo di non conoscerla ancora dopo tredici anni di matrimonio. Tappa dopo tappa, l'affannosa ricerca di Arno lo porta a capire il motivo dell'abbandono, arrivando a trarre una conclusione che non si sarebbe mai aspettato.

## Edizioni
- Daria Bignardi, L'acustica perfetta, Arnoldo Mondadori Editore, 2012,  pp. 200.